# Позориште сенки
Позориште сенки (или театар сенки) је древна форма позоришне уметности, приповедања и забаве која користи равне, зглобне фигуре (лутке сенке) које се померају између извора светлости и провидног платна или екрана. Покретањем лутака стварају се силуете које, гледане са друге стране платна, стварају илузију покретних слика.
Ова уметничка форма комбинује луткарство, музику, приповедање и светлосне ефекте. Иако је једна од најстаријих врста позоришта, позориште сенки и данас постоји широм света, како у својим традиционалним, тако и у модерним, експерименталним облицима.

## Техника и основни елементи
Позориште сенки се заснива на једноставном принципу стварања силуета, али захтева велику вештину. Основни елементи су:
- Лутке сенке: Традиционално се праве од танких, равних материјала, најчешће од obrađene коже (попут камиље или магареће), али и од папира или картона. Лутке су често зглобне, што омогућава луткару да помера њихове удове помоћу tankih штапића.
- Платно (екран): Најчешће је од белог, провидног памучног платна, затегнутог на рам.
- Извор светлости: Историјски, то је била уљана лампа или ватра. Данас се најчешће користе електричне сијалице или пројектори, који дају оштрије сенке.
- Луткар (манипулатор): Особа која стоји иза платна и покреће лутке, а често је истовремено и наратор и даје гласове ликовима. У многим традицијама, луткар је изузетно цењен уметник.

## Историјат
Порекло позоришта сенки није у потпуности разјашњено, али се верује да је настало у Азији, највероватније у Кини или Индији, пре више од хиљаду година. Једна од најпознатијих легенди о настанку везује се за кинеског цара Вуа из династије Хан, који је био неутешан након смрти своје омиљене конкубине. Да би га утешио, дворски уметник је од коже направио њену силуету и уз помоћ светлости лампе "оживео" њену сенку на платну, чиме је утешио цара.
Из Азије, позориште сенки се преко трговачких путева проширило на Блиски исток и Северну Африку, да би у 17. веку стигло и у Европу.

## Традиције позоришта сенки у свету

### Кина
Кинеско позориште сенки је једно од најстаријих и најразвијенијих. Лутке су веома детаљне, често обојене, тако да на платну стварају и обојене сенке. Представе су углавном засноване на народним причама, легендама и историјским еповима.

### Индонезија (Вајанг Кулит)
Вајанг Кулит са острва Јава и Бали је вероватно најпознатији облик позоришта сенки на свету. Лутке су изузетно сложене, направљене од фино обрађене коже, са филигранским перфорацијама. Представе, које изводи луткар познат као даланг, трају целу ноћ и праћене су традиционалним гамелан оркестром. Приче су најчешће засноване на хиндуистичким еповима Рамајани и Махабхарати. Унеско је 2003. године уврстио Вајанг Кулит на листу нематеријалног културног наслеђа човечанства.

### Турска (Карађоз и Хаџиват)
Турско позориште сенки, познато као Карађоз и Хаџиват, било је изузетно популарно током Османског царства. Главни ликови су Карађоз, необразован али домишљат човек из народа, и Хаџиват, ученији и помало уображен припадник грађанске класе. Њихови дијалози су комични, пуни сатире и друштвене критике.

### Грчка (Карађоз)
Под утицајем турске традиције, у Грчкој се развио Карађоз (грч. Καραγκιόζης). Иако је задржао слично име и основну форму, грчки Карађоз је постао аутентични јунак грчког фолклора – сиромашан, али лукав и духовит, увек у сукобу са османским властима и локалним моћницима.

## Модерно позориште сенки
У 20. и 21. веку, позориште сенки је доживело нову ренесансу. Многи савремени уметници и позоришне трупе користе ову технику на иновативне начине, често комбинујући традиционалне лутке са модерном технологијом, видео пројекцијама и људским телом као извором сенке. Један од најпознатијих примера утицаја ове технике на филм су анимирани филмови немачке редитељке Лоте Рајнигер, која је користила силуете за стварање својих дела.